# August von Platen
August von Platen (Ansbach, 24. listopada 1796. – Sirakuza, 5. prosinca 1835.), grof, njemački pjesnik.
Puno ime: Karl August Georg Maximilian Graf von Platen-Hallermünde
Kao poručnik napustio je vojnički poziv i, posvetivši se studiju filologije i filozofije, od 1826. godine nastanio u Italiji. Kao klasicist, tražio je uzore u poeziji Horacija i Pindara, a u komedijama se ugledao na Aristofana. Kao pristalica liberalnih ideja, bio je na strani Poljaka koji su se borili protiv ruskog carizma ("Polenlieder"). Bio je protiv apsolutizma u bilo kojem obliku, a "uzvišenost njegovih misli i plemienitost karaktera" cijenio je Engels. Pisao je povijesne pjesme, balade, romance, ode i himne.

## Djela
- "Gazele",
- "Pjesme",
- "Cambrayska liga",
- "Abasidi".